# Картель Гольфо
Картель Гольфо (исп. Cártel del Golfo, букв. «Картель Залива») — криминальная организация в Мексике, занимающаяся международной торговлей наркотиками и другими видами криминальной деятельности. Картель Гольфо располагается на территории мексиканского города Матаморос. В конце девяностых годов картель нанял частное наемное войско, теперь это независимый картель «Лос-Сетас», сформированный в 2006-м году. Картель Гольфо занимается продажей и транспортировкой наркотиков, вымогательством и рэкетом.

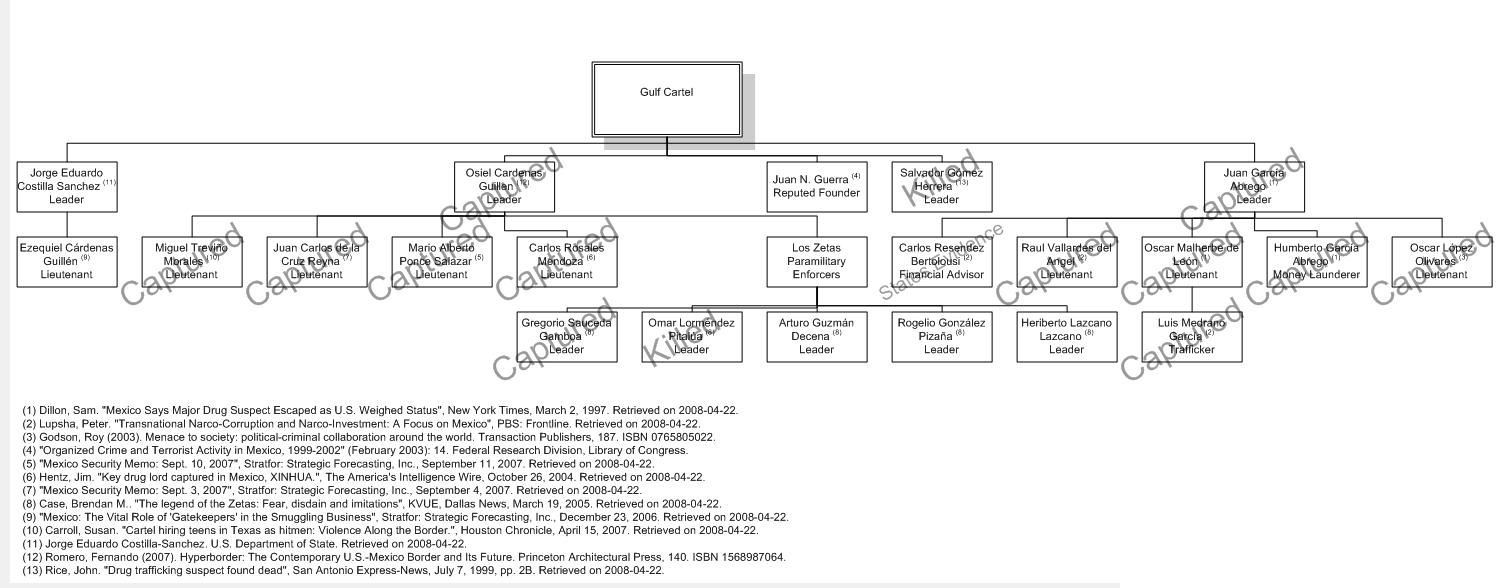
Иерархия картеля

Основателями Картеля Гольфо являются: Хуан Непомусено Герра и Хуан Гарсия Абрего.

Карта с обозначением сфер влияний мексиканских наркокартелей по состоянию на май 2010 года.
Тихуанский картель
Бельтран Лейва
Картель Синалоа
Картель Хуареса
Картель Ла Фамилиа
Картель Гольфо
Лос-Сетас
Спорные территории

Основные силовые структуры картеля известны под прозвищем «Скорпионы» или «Лос-Эскорпионес» (исп. Los Escorpiones), в состав которых вошли многие бывшие сотрудники армии и полиции. «Скорпионы» неоднократно участвовали в разборках против «Лос-Сетас».